# Suillia notata
Suillia notata – gatunek muchówki z rodziny błotniszkowatych.
Gatunek ten opisany został w 1830 roku przez Johanna Wilhelma Meigena jako Helomyza notata.
Muchówka ta ma głowę zaopatrzoną w jedną parę wibrys, u nasady których brak ciemnych plamek. Czułki cechuje biczyk o pierzastym owłosieniu krótszym niż szerokość trzeciego członu. Tułów charakteryzuje owłosienie anepisternum i anepimeronu, rzadkie owłosienie tylko bocznych brzegów tarczki i nagie przedpiersie. Przyciemnienia na skrzydłach występują co najwyżej wzdłuż żyłek podłużnych. Odwłok samicy odznacza się segmentem szóstym mniej więcej dwukrotnie dłuższym niż siódmy.
Owad znany z Portugalii, Hiszpanii, Andory, Irlandii, Wielkiej Brytanii, Francji, Belgii, Holandii, Niemiec, Danii, Szwecji, Norwegii, Szwajcarii, Austrii, Włoch, Polski, Litwy, obwodu królewieckiego, Czech, Słowacji, Węgier, Chorwacji, Ukrainy, Rumunii, Bułgarii, Grecji, Afryki Północnej i Bliskiego Wschodu.